# Piper subulatum
Piper subulatum är en pepparväxtart som beskrevs av C. Dc.. Piper subulatum ingår i släktet Piper och familjen pepparväxter. Inga underarter finns listade i Catalogue of Life.